# Drosera meristocaulis
Drosera meristocaulis ist eine fleischfressende Pflanze aus der Gattung Sonnentau (Drosera). Sie wurde 1957 durch Bassett Maguire und John Julius Wurdack erstbeschrieben.

## Beschreibung
Drosera meristocaulis ist eine mehrjährige, krautige Pflanze mit einer Wuchshöhe von drei bis zwölf Zentimetern. Diese Pflanzenart bildet als Jungpflanze eine flach auf dem Boden liegende Rosette, mit zunehmendem Alter wächst sie immer weiter in die Höhe und bildet eine mehrfach verzweigte Sprossachse. Anders als alle anderen Arten der Sektion Bryastrum bildet sie keine Brutschuppen.
Am oberen Ende der Sprossachse stehen die weinroten, bis zu 1,4 Zentimeter langen Blätter in Form einer Rosette, unterhalb dieser hängt das abgestorbene Blattwerk herab. Der Blattstiel ist bis zu einem Zentimeter lang, die elliptische Blattspreite ist bis zu vier Millimeter lang und einem Millimeter breit.
Vom Februar an blüht die Art, die Blütenstängel sind nur bis zu einem Millimeter lang und tragen, selten bei Sonnentauarten, nur eine Einzelblüte. Die Blütenblätter sind bis zu fünf Millimeter lang, die umgekehrt eiförmigen Kronblätter rosa. Es finden sich je drei ungeteilte Griffel und drei Narben. Die Pollen haben eine zentrale Pore. Die breitlinealischen Samen sind knapp 0,5 Millimeter lang, mit einer netzartigen Oberfläche versehen und keimen hypogäisch.

## Verbreitung
Die Art wächst ausschließlich in Venezuela am Neblina-Tepui zwischen 1670 und 2200 m ü. NN in offenen, sumpfigen Savannen. Sie findet sich unter anderem vergesellschaftet mit Sumpfkrügen (Heliamphora tatei).

## Systematik und Botanische Geschichte
Die Art wurde 1954 erstmals gesammelt und 1957 erstbeschrieben, Maguire und Wurdack stuften sie dabei in eine eigene Sektion Meristocaulis ein. Nachdem sie (bis auf zwei Aufsammlungen 1984 und 1985) lange Zeit verschollen war, wurde sie nach mehreren Expeditionen Ende 2004 von dem brasilianischen Botaniker Fernando Rivadavia wiedergefunden, in Kultur genommen und weiter untersucht. Dabei stellte sich nach molekulargenetischen Untersuchungen überraschenderweise heraus, dass sie Teil der Sektion Bryastrum ist, ihre engsten Verwandten also die ausschließlich in Australien vorkommenden Zwergsonnentaue sind.